# Мальорка (тайфа)
Тайфа Мальорка (Балеарская тайфа) (исп. Taifa de Denia; араб. طائفة دانية‎) — средневековое исламское государство на Пиренейском полуострове со столицей в городе Медина-Мальорка (1076—1116, 1146—1203).

## История
С 1014 года, когда Кордовский халифат вступил в заключительную фазу своего распада, Балеарские острова оказались под властью Денийской тайфы. Острова Мальорка, Ивиса и Менорка стали базами для нападения на христианские государства в Западном Средиземноморье.
С 1044 года начинается ослабление Денийской тайфы, чем в 1050 году воспользовался вали (губернатор) Мальорки аль-Аглаб, который стал полунезависимым правителем островов. В 1076 году его сын Абдаллах ибн аль-Муртада ибн Аглаб после захвата Дении войсками тайфы Сарагоса официально отделился и стал первым самостоятельным владетелем тайфы Мальорка.
С конца 1080-х годов острова тайфы постепенно превратились в мощные пиратские базы, откуда осуществлялись масштабные нападения на христианские города. Полученные средства за пленных и продажу рабов позволили построить города и способствовали экономическому подъёму тайфы.
С начала 1100-х годов граф Барселоны и Прованса, юдикты Сардинии, а также Пизанская и Генуэзская республики постепенно организуют сопротивление пиратским нападениям. В конце концов в 1114—1116 годах Мальорке, Менорке и Ивисе был нанесен мощный удар, в результате чего эмир Абул-Раби Сулейман признал верховную власть Барселонского графства. Вскоре он был свергнут и установлена власть династии Альморавидов.
Общее ослабление государства Альморавидов с начала 1140-х годов привело к отделению Балеарских островов, где власть захватил род Бану Гания (Ганидов). Впрочем уже с 1147 года возникает угроза со стороны династии Альмохадов, которая вторглась на Пиренейский полуостров. Вместе с тем, учитывая сложную внешнеполитическую ситуацию, происходит сближение с Генуэзской республикой. Одновременно начинаются и переговоры с Альмохадами.
В 1180-х годах в результате нескольких восстаний и мятежей Балеарская тайфа значительно ослабла. Этим воспользовались Альмохады, которые захватили Балеарские острова. В 1212 году после поражения армии Альмохадов в битве при Ла-Навас-де-Толоса вали островов Абу Яхья ат-Тинмалали стал фактически независимым правителем. В 1229 году тайфа Мальорка в результате военной кампании было завоёвано Арагонским королевством.
Сопротивление мусульман до 1232 года помогло образовать Менорскую тайфу (на острове Менорка), которая, впрочем, вынуждена была признать вассальную зависимость от арагонской короны.

## Эмиры
- Абдаллах ибн аль-Муртада ибн Аглаб (1076—1093)
- Мубашир Насир ад-Даула (1093—1114)
- Абул-Раби Сулейман (1114—1116)
- Альморавиды (1116—1146)
- Мухаммад I ибн Али ибн Гания (1146—1155)
- Исхак ибн Мухаммад ибн Гания (1155—1183), сын предыдущего
- Мухаммад II ибн Исхак ибн Гания (1183—1184, 1185, 1187), старший сын предыдущего
- Али ибн Исхак ибн Гания (1184—1185), младший брат предыдущего
- Ташфин ибн Исхак ибн Мухаммад ибн Гания (1185—1187), сын Исхака
- Абдаллах ибн Гания (1187—1203), сын Исхака
- Альмохады (1203—1229).